# Решнівецька сільська рада
Решніве́цька сільська́ ра́да — адміністративно-територіальна одиниця та орган місцевого самоврядування у Старокостянтинівському районі Хмельницької області. Адміністративний центр — село Решнівка.

## Загальні відомості
- Населення ради: 571 особа (станом на 2001 рік)

## Населені пункти
Сільській раді підпорядковані населені пункти:
- с. Решнівка

## Склад ради
Рада складається з 12 депутатів та голови.
- Голова ради: Талимончик Павло Степанович
- Секретар ради: Демидюк Майя Іванівна

### Керівний склад попередніх скликань
| Прізвище, ім'я, по батькові | Основні відомості                                                                                  | Дата обрання | Дата звільнення |
| --------------------------- | -------------------------------------------------------------------------------------------------- | ------------ | --------------- |
| Талимончик Павло Степанович | Сільський голова, 1972 року народження, член Всеукраїнського об'єднання «Батьківщина»              | 26.03.2006   | 31.10.2010      |
| Талимончик Павло Степанович | Сільський голова, 1971 року народження, освіта вища, член Всеукраїнського об'єднання «Батьківщина» | 31.10.2010   |                 |

Примітка: таблиця складена за даними сайту Верховної Ради України

### Депутати
За результатами місцевих виборів 2010 року депутатами ради стали:

#### За суб'єктами висування
| Суб'єкт висування           | Кількість обраних депутатів | %    |
| --------------------------- | --------------------------- | ---- |
| Самовисування               | 4                           | 33,3 |
| Партія регіонів             | 3                           | 25   |
| Єдиний Центр                | 2                           | 16,7 |
| Народна партія              | 2                           | 16,7 |
| Комуністична партія України | 1                           | 8,3  |

#### За округами
| № округу                    | Прізвище, ім'я, по батькові    | Дата визнання обраним | Освіта             | Партійна приналежність                        | Відомості про обраного депутата           |
| --------------------------- | ------------------------------ | --------------------- | ------------------ | --------------------------------------------- | ----------------------------------------- |
| Єдиний Центр                |                                |                       |                    |                                               |                                           |
| 2                           | Пига Галина Іванівна           | 05.11.2010            | середня спеціальна | позапартійна                                  | СГК «Решнівецький», ветлікар              |
| 9                           | Беззуб Тетяна Олексіївна       | 05.11.2010            | середня спеціальна | член Єдиного Центру                           | СГК «Решнівецький», продавець             |
| Комуністична партія України |                                |                       |                    |                                               |                                           |
| 5                           | Демедюк Майя Іванівна          | 05.11.2010            | середня спеціальна | позапартійна                                  | Сільська рада, секретар                   |
| Народна Партія              |                                |                       |                    |                                               |                                           |
| 7                           | Майхер Валерій Петрович        | 05.11.2010            | середня спеціальна | член Народної партії                          | СГК" Решнівецький", інженер               |
| 8                           | Гродська Тетяна Анатоліївна    | 05.11.2010            | середня спеціальна | член Народної партії                          | СГК" Решнівецький", економіст             |
| Партія регіонів             |                                |                       |                    |                                               |                                           |
| 4                           | Одарич Ніна Михайлівна         | 05.11.2010            | середня спеціальна | позапартійна                                  | СГК" Решнівецький", вагар                 |
| 11                          | Карпалюк Борис Григорович      | 05.11.2010            | середня спеціальна | позапартійний                                 | СГК" Решнівецький", токар                 |
| 12                          | Якобчук Валентина Миколаївна   | 05.11.2010            | середня спеціальна | позапартійна                                  | СГК «Решнівецький», завскладом            |
| Самовисування               |                                |                       |                    |                                               |                                           |
| 1                           | Олексишин Іван Анатолійович    | 05.11.2010            | середня спеціальна | позапартійний                                 | СГК «Решнівецький», тракторист            |
| 3                           | Пига Микола Іванович           | 05.11.2010            | середня спеціальна | член Всеукраїнського об'єднання «Батьківщина» | ООО Буд меблікомплект, водій              |
| 6                           | Крикун Ольга Володимирівна     | 05.11.2010            | середня спеціальна | позапартійна                                  | Сільська бібліотека, бібліотекар          |
| 10                          | Казмірчук Володимир Андрійович | 05.11.2010            | середня спеціальна | позапартійний                                 | Старокостянтинівський ЖЗ БШ, формувальник |